# Jehīzdān
Jehīzdān (persiska: جهیزدان, Jehezdān) är en ort i Iran.   Den ligger i provinsen Östazarbaijan, i den nordvästra delen av landet, 400 km nordväst om huvudstaden Teheran. Jehīzdān ligger 1 767 meter över havet och antalet invånare är 634.
Terrängen runt Jehīzdān är varierad, och sluttar norrut. Runt Jehīzdān är det ganska glesbefolkat, med 40 invånare per kvadratkilometer. Närmaste större samhälle är Sarāb, 16,5 km nordost om Jehīzdān. Trakten runt Jehīzdān består i huvudsak av gräsmarker.